# Spigno Monferrato
Spigno Monferrato (Spign in piemontese) è un comune italiano di 903 abitanti della provincia di Alessandria in Piemonte.

## Geografia fisica

### Territorio
Il capoluogo comunale sorge su un poggio lambito a sud da un meandro del torrente Valla e che domina dall'alto il fondovalle della Val Bormida. Il territorio comunale confina con la Liguria ed è quello che si spinge più a sud di tutta la provincia di Alessandria.

## Storia
Alberto Del Carretto con atto del 3 febbraio 1300 comprò dai Marchesi di Ponzone (Tommaso, Enrico e Manfredino) due terzi del mandamento di Spigno: cioè Merana, Serole, Rocchetta e Malvicino. Morto Alberto la vedova Tubirgia Fieschi, tutrice del figlio Francesco, nel 1314 vendette i territori acquistati dal marito a Giacomo Del Carretto, figlio del primo marchese di Novello, Enrico. Questi completò il possesso del mandamento di Spigno acquistando nel 1332 l'altro terzo di territorio dai marchesi di Ponzone (Raimondo, Oddino e Corradino).
Manfredo, quinto figlio di Giacomo, consolidò il possesso di Spigno, lasciando suo figlio Francesco come capostipite dei signori di Spigno, Merana, Malvicino e parte del castello di Dego ma sempre sotto il dominio della Repubblica di Genova dalla quale i signori di Spigno continuarono a prendere l'investitura sino al 1419, anno in cui i genovesi cedettero al marchese Giovanni Giacomo del Monferrato, appena succeduto al padre Teodoro II, tutti i diritti sulle terre al di qua dei Giovi col patto che non potesse trovarvi asilo nessun bandito genovese.
I signori di Spigno divennero così vassalli dei marchesi del Monferrato, ma l'imperatore Sigismondo di Lussemburgo continuò a considerarsi signore di tutte quelle terre e, poiché Giangiacomo marchese di Monferrato aveva partecipato alla Lega ghibellina antiviscontea di Venezia e Firenze del 1426, Sigismondo nominò suo vicario imperiale il duca di Milano ed obbligò anche i signori di Spigno a prendere da questi l'investitura.
Nel 1467 Amedeo IX di Savoia prese al marchese di Monferrato le terre di Spigno e Cremolino, che restituì per interposizione di Galeazzo Maria Sforza, duca di Milano
Nel 1469 Guglielmo VIII, marchese di Monferrato concesse all'abbazia di San Quintino di Spigno il privilegio di immunità per gli uomini dei suoi feudi (Piana, Cagna, Giusvalla e Lodisio).
Morto senza prole il marchese Tommaso Del Carretto, la signoria di Spigno venne devoluta a Luigi Asinari figlio di Marco e di Caterina, sorella di Tommaso, con due investiture successive date dal re Filippo II di Spagna e dal duca di Milano.
A Luigi successe il figlio Marco Antonio, che ne prese l'investitura dalla Camera ducale di Milano nel 1612 ed un'altra nel 1615 dal re Filippo III di Spagna, il quale eresse il feudo di Spigno in marchesato.
Federico, successore di Marco Antonio, fu uomo inquieto che avendo passato la gioventù nel servizio militare voleva trattare alla militare anche i suoi sudditi e vicini, e le sue imprese attirarono i Savoia che ne distrussero il castello. Federico ne progettò la ricostruzione nel 1669 ed impose per questo delle contribuzioni ai suoi sudditi che vi si opposero. Compì vessazioni e violenze. Per i suoi eccessi il marchese fu proscritto e privato dei feudi i quali rimasero alla Camera ducale di Milano che, dopo la morte di Federico, ne investì il figlio adottivo Lelio Invrea, nobile genovese.
Nel 1687 Lelio Invrea Asinario Del Carretto, erede senza prole, passò il marchesato al fratello Ippolito riservandosene il frutto a vita.
L'imperatore Carlo VI d'Asburgo richiamò al fisco imperiale il marchesato di Spigno e nel 1724 lo vendette al re Vittorio Amedeo II di Savoia per la somma di 350 000 fiorini.
Nel 1729 nella vicina Acqui furono istituite regie scuole di grammatica, retorica, filosofia e teologia. Vennero aperte le cattedre di chirurgia (Vincenzo Malacarne), notariato e avvocatura (Luigi Chiabrera e poi Benvenuto Borelli).
Nel 1731 il feudo passò alla contessa Anna Canalis di Cumiana, vedova Novarina di San Sebastiano, moglie morganatica del re abdicatario, e nel 1769 a Pietro Novarina, suo figlio.
Dal 1789 al 1814 Spigno, come tutto il Piemonte, restò sotto l'amministrazione francese.
Nel 1918 vi morì il generale conte Paolo Spingardi (molto legato al paese), comandante generale dell'Arma dei Carabinieri, ministro della guerra durante la guerra di Libia e negli anni precedenti il primo conflitto mondiale.

### Simboli
(D.R. 5 novembre 1925)
La pianta di spina è un'arma parlante. Nel capo un riferimento alla famiglia Del Carretto, il cui stemma d'oro, a cinque bande di rosso era raffigurato su un carro trainato da due leoni coronati, come è visibile su una targa in piazza San Biagio a Finalborgo.
Il gonfalone è costituito da un drappo di rosso.

## Ricorrenze
- Sant'Emerenziana, 23 gennaio

Dall'epoca del Barbarossa, Spigno godeva del privilegio di governarsi a norma di propri Statuti. Per quanto sotto la signoria di Genova e poi del Monferrato, fu sempre considerato dominio imperiale governato dalla Camera ducale di Milano e nell'Archivio comunale si conserva documentazione di un viaggio effettuato dai rappresentanti del consiglio per recarsi nante la Camera imperiale sedente in Vienna. Il territorio venne eretto in Marchesato nel 1615 da Filippo III di Spagna e nel 1724 fu venduto a Vittorio Amedeo di Savoia dall'Imperatore Carlo VI.

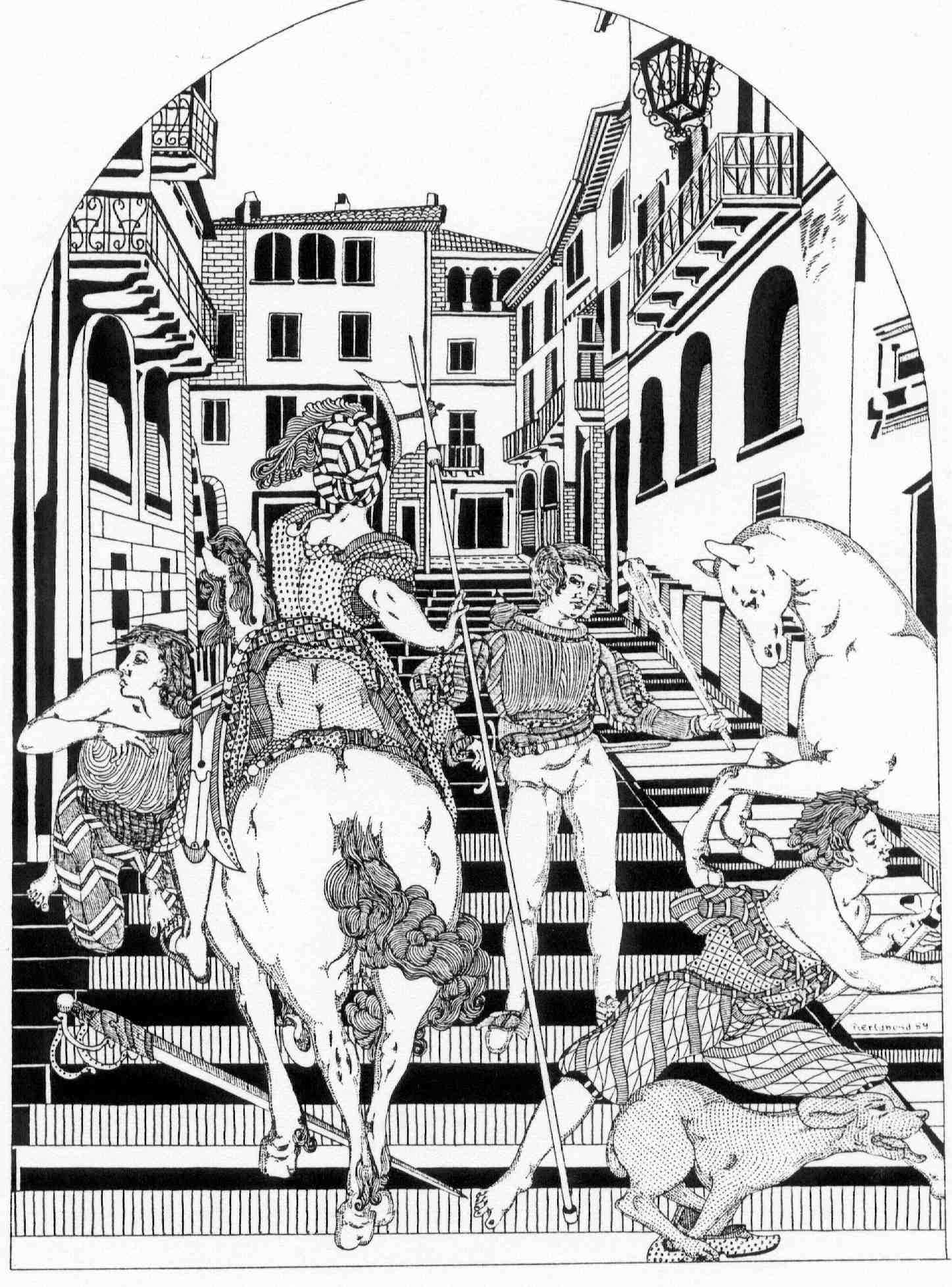
Sollevazione del 1669

Restò indenne dalla grande pestilenza del 1630 e la popolazione fece voto di svolgere ogni anno, il 20 gennaio, una processione di ringraziamento. Nel 1669 Federico Asinari, che a motivo delle sue intemperanze aveva subito la distruzione del castello per mano dei vicini Savoia, pretendeva che la popolazione si caricasse delle corvées necessarie per la ricostruzione, ma a nulla valsero minacce, carcerazioni, assassini.
Allora il marchese assoldò ed occultò a palazzo, in paese, una banda di mercenari (farabutti secondo l'etimologia tedesca), che avrebbero dovuto infierire sugli abitanti nel giorno della processione. L'insidia fu scoperta, la processione sospesa, ed il popolo si sollevò nel giorno di Sant'Emerenziana che da allora divenne festa simbolica per Spigno.
L'episodio vide contrapposti due Viazzi: Sarneto Viazzi di Villa Rocchetta, Consigliere della Magnifica Comunità di Spigno, e Ortensio Viazzi (uomo d'armi della famiglia dei Viazzi di Ponzone) al soldo del marchese Asinari come comandante dei masnadieri. Di Ortensio di Ponzone (e non della Rocchetta come invece dice un racconto popolare) esiste un bel ritratto conservato dai discendenti. Di Sarneto (non meravigli questo nome) l'attuale discendente cav. Gianni Viazzi è stato insignito della cittadinanza onoraria di Spigno con Delibera del Consiglio comunale del 30 luglio 1981 per le benemerenze personali ed in riconoscimento dei meriti passati della famiglia che negli ascendenti diretti, tra il 1580 e il 1744, contribuì alla vita civile e religiosa della Comunità di Spigno Monferrato, partecipò attivamente e permanentemente al Consiglio decurionale e conseguì la nobiltà municipale nel XVII secolo.

## Geografia antropica

### Frazioni
- Squaneto, al confine con la Liguria (provincia di Savona), è il centro abitato più meridionale dell'intera provincia; si suddivide in Squaneto superiore e inferiore. La popolazione, in calo, è prevalentemente costituita da anziani. La chiesa del borgo inferiore conserva una statua di Madonna, in marmo bianco, di un anonimo di scuola genovese del XVIII secolo, erroneamente attribuita a Gian Lorenzo Bernini. La scultura segue l'iconografia canonica della Immacolata concezione: la Madonna, con le mani giunte sul petto, in piedi su una nuvola sostenuta da angeli, calpesta il serpente (che simboleggia Satana). Le coordinate geografiche di Squaneto Inferiore sono 44°29'46" di latitudine N e 8°21'20" di longitudine E, quelle di Squaneto superiore, rispettivamente 44°29'38" N e 8°20'58" E.
- "Casato" si trova sulla ex ss 30 - direzione Savona - a pochi chilometri dal centro abitato di Spigno Monferrato. Tra tutte le chiese di Spigno riveste particolare importanza storica ed artistica la Madonna del Casato, che conserva al suo interno importanti affreschi tardogotici del Maestro di Roccaverano
- " Vico" al di sotto della ex ss 30 per Ponti, a poca distanza dalle rive della Bormida di Spigno È composto da 16 case abitate e alcune disabitate; in mezzo ad esse c'è una piccola cappella: San Rocco in cui ogni anno un abitante di questa frazione organizza una festa dove si svolge una piccola lotteria preceduta da una messa tenuta dal parroco di Spigno Monferrato.
- La frazione o località di "Turpino" dista 4,38 chilometri dal medesimo comune di Spigno Monferrato di cui essa fa parte, sorge a 423 metri sul livello del mare. Turpino è un autentico gioiellino incastonato tra i paesaggi lunari dei calanchi, con una chiesa cinquecentesca dalle colonne di pietra, la vecchia cappella medioevale della Madonna della Neve e il palazzo Scaletta con i grandi loggiati riparati dai venti dove sostavano le carovane che percorrevano la via del sale, del mare, delle acciughe, crocevia collinare di mercanti, pellegrini e soldati che preferivano la via del crinale rispetto a quella, più comoda ma insicura, del fondovalle.
- "Montaldo di Spigno" presenta una bella serie di edifici sacri di rustico stile barocco e una invidiabile vista sui boschi e sui calanchi tra Monferrato e Appennino.
- "Rivaro", 2 km fuori dal centro di Spigno e sulla strada statale per Acqui Terme.
- "Rocchetta di Spigno", con i ruderi di una possente fortificazione quasi nascosti tra i calanchi di tufo, è posta sulla strada panoramica che conduce a Serole e alla Langa Astigiana.

## Società

### Evoluzione demografica
Abitanti censiti

## Amministrazione

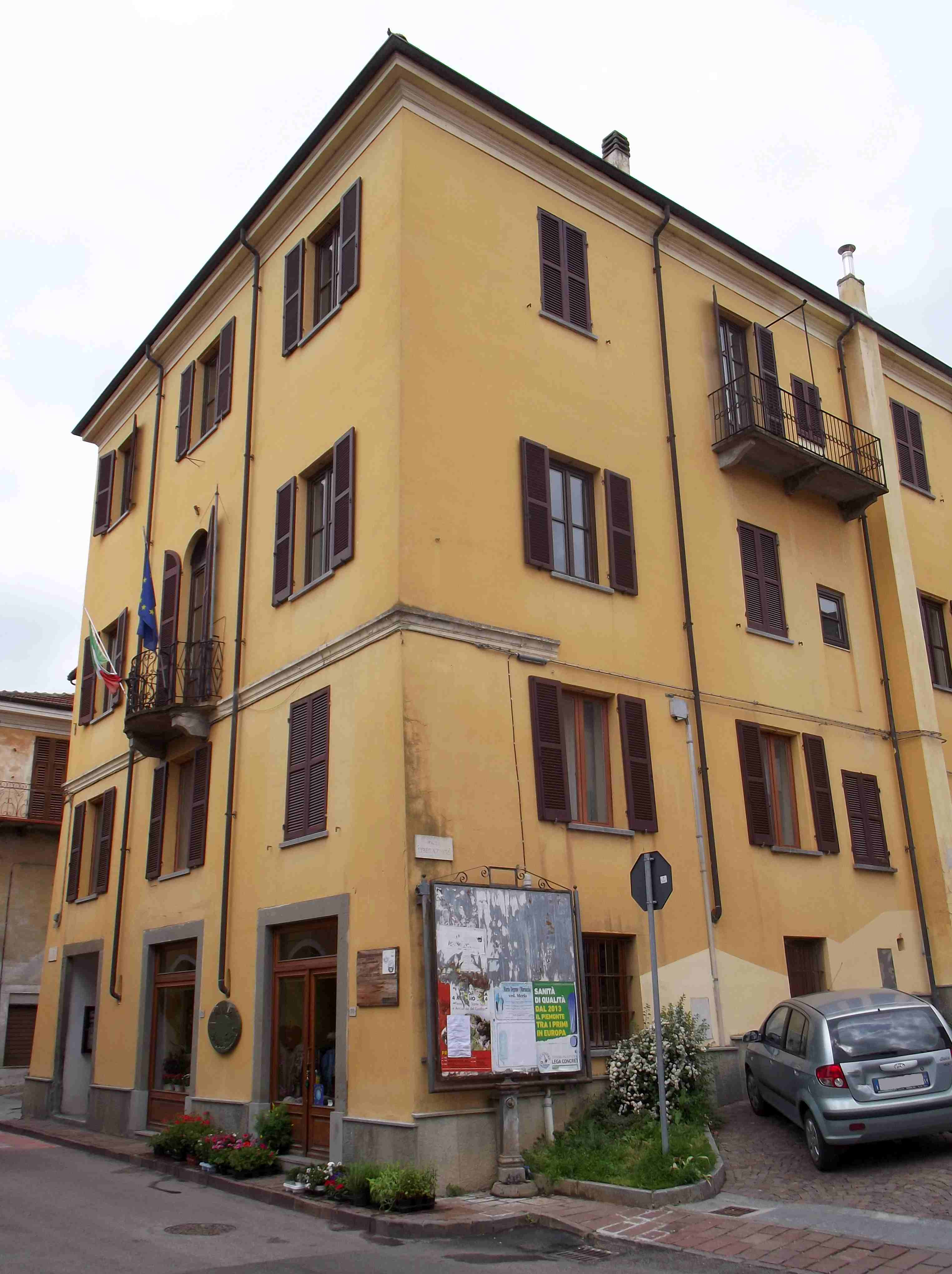
Il municipio

Di seguito è presentata una tabella relativa alle amministrazioni che si sono succedute in questo comune.
| Periodo        | Periodo        | Primo cittadino       | Partito                              | Carica  | Note   |
| -------------- | -------------- | --------------------- | ------------------------------------ | ------- | ------ |
| 6 giugno 1985  | 20 maggio 1990 | Oscar Decerchi        | Democrazia Cristiana                 | Sindaco | [ 11 ] |
| 20 maggio 1990 | 24 aprile 1995 | Giovanni Marenco      | Democrazia Cristiana                 | Sindaco | [ 11 ] |
| 24 aprile 1995 | 14 giugno 1999 | Giovanni Marenco      | centro                               | Sindaco | [ 11 ] |
| 14 giugno 1999 | 14 giugno 2004 | Albino Pietro Piovano | lista civica                         | Sindaco | [ 11 ] |
| 14 giugno 2004 | 8 giugno 2009  | Albino Pietro Piovano | lista civica                         | Sindaco | [ 11 ] |
| 8 giugno 2009  | 26 maggio 2014 | Mauro Garbarino       | lista civica Insieme per Spigno      | Sindaco | [ 11 ] |
| 26 maggio 2014 | 26 maggio 2019 | Mauro Garbarino       | lista civica Insieme per Spigno      | Sindaco | [ 11 ] |
| 26 maggio 2019 | 9 giugno 2024  | Antonio Visconti      | lista civica Comunità e territorio   | Sindaco | [ 11 ] |
| 9 giugno 2024  | in carica      | Walter Astengo        | lista civica Spigno ele sue frazioni | Sindaco | [ 11 ] |

### Altre informazioni amministrative
Nel 1928 il comune di Spigno Monferrato inglobò il territorio del soppresso comune di Merana, che riacquisterà la propria autonomia nel 1947. Dal 1859 Spigno Monferrato fu capoluogo di mandamento e fece parte del circondario di Acqui fino alla soppressione di quest'ultimo nel 1926. Venne poi inglobato per un anno nel circondario di Alessandria fino alla soppressione di tutti gli enti mandamentali e circondariali nel 1927. Infine Spigno Monferrato faceva parte fino al 2010 della Comunità montana Suol d'Aleramo, poi confluita nella comunità montana Alta Val Lemme, Alto Ovadese, Alta Valle Orba, Valle Erro e Bormida di Spigno (ridenominata in seguito comunità montana Appennino Aleramico Obertengo).

## Galleria d'immagini

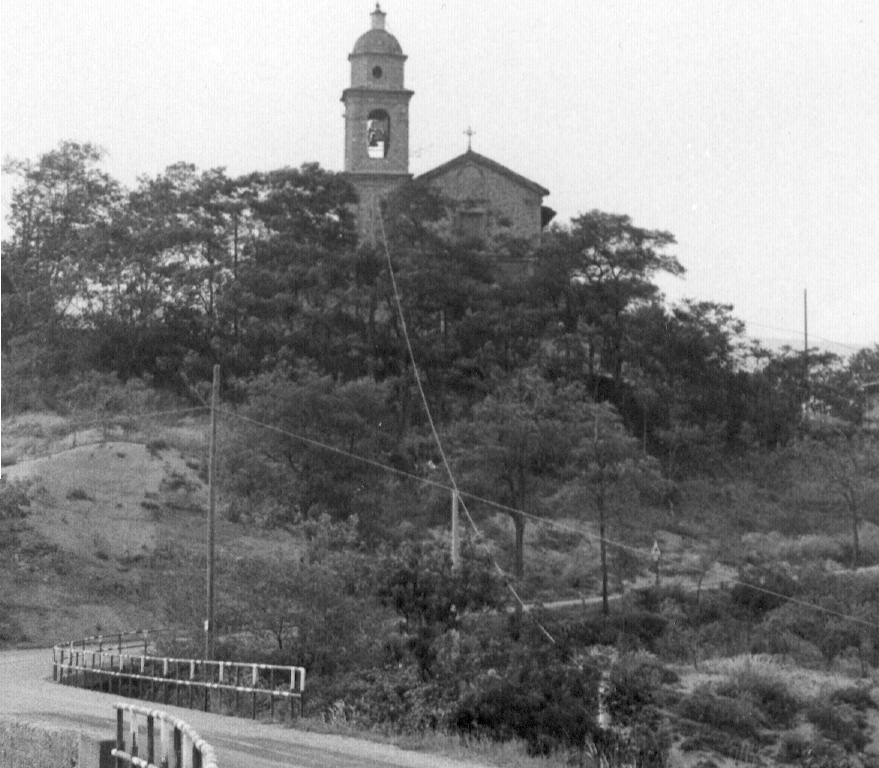
La Parrocchiale di Rocchetta Spigno
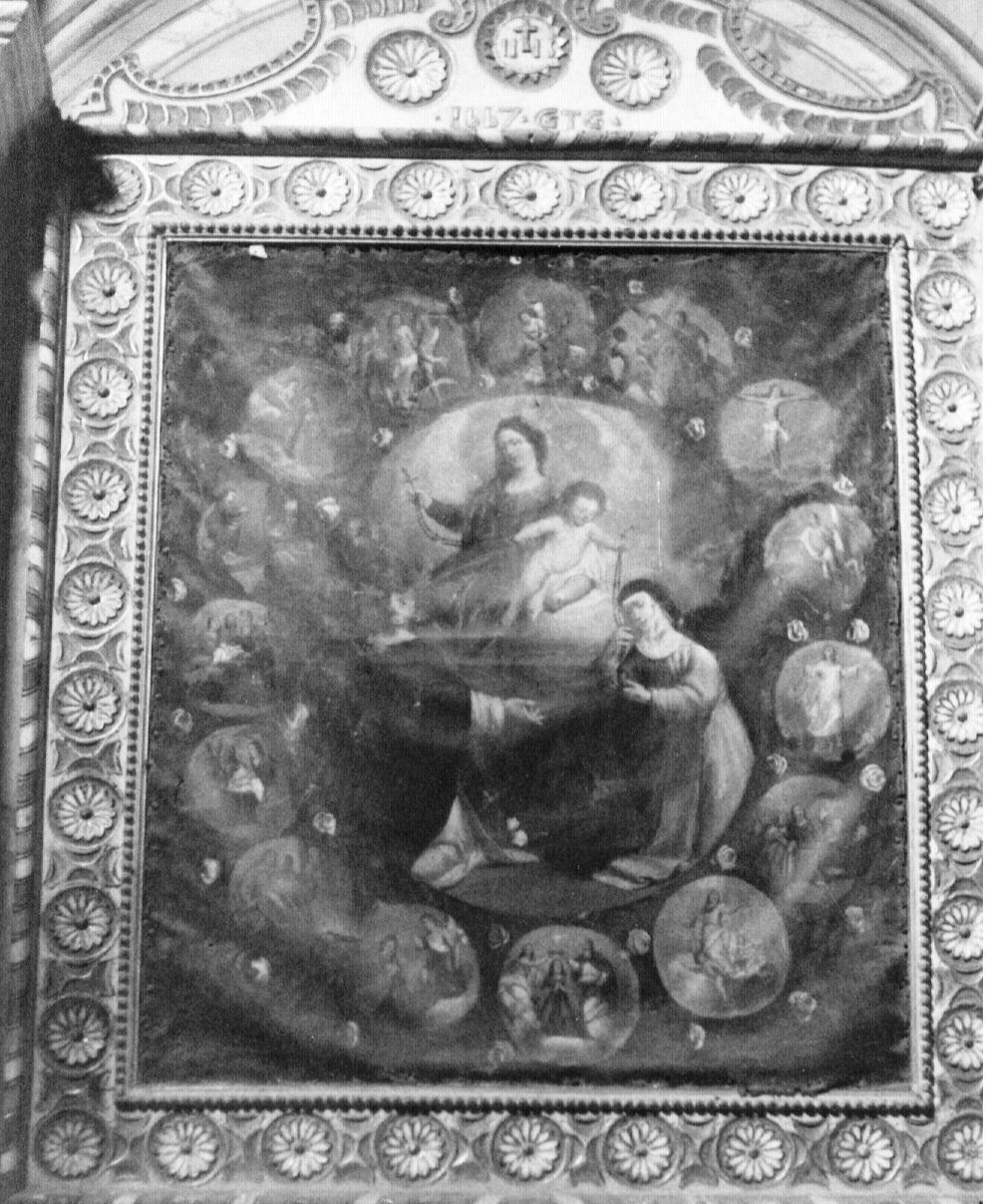
Madonna del Rosario. Dipinto del 1667 all'altar maggiore della Parrocchiale di Rocchetta